# Maria das Graças Carvalho Dantas
Maria das Graças Carvalho Dantas   (Aracaju, 21 de maig de 1969) és una jurista, activista social i política catalana d'origen brasiler.
És llicenciada en dret i especialista en dret ambiental. Treballa com a especialista financera. És activista de lluites socials i pels drets de les persones migrants. És col·laboradora de l'agència de comunicació intercultural Itacat i membre d'Unitat Contra el Feixisme i el Racisme. Va ser vocal de mobilitzacions de la sectorial de moviments socials d'Esquerra Republicana de Catalunya, partit pel qual va ser escollida diputada a les Corts en la XIII i XIV legislatura. En les eleccions de 2023 no va poder revalidar l'escó.
Des de Catalunya, va fer campanya contra el govern de Jair Bolsonaro (2019-2022).
El 2025 és va saber que Dantas s'havia donat de baixa d'ERC dos anys abans, per assetjament laboral per part de la diputadaPilar Vallugera.